# Лопес Пачеко, Меркурио Антонио
Меркурио Антонио Лопес Пачеко-и-Португаль, при рождении — Меркурио Антонио Лопес Пачеко-и-Португаль Акунья Манрике Сильва Хирон-и-Портокарреро (исп. Mercurio Antonio López Pacheco y Portugal; 9 мая 1679, Эскалона — 7 июня 1738, Мадрид) — испанский аристократ и государственный деятель, гранд Испании, 9-й герцог Эскалона, 12-й маркиз Агилар-де-Кампоо, 9-й маркиз де Вильена, 7-й маркиз Элиседа, 9-й граф Хикена, 16-й граф Кастаньеда и 13-й граф де Сан-Эстебан-де-Гормас.

## Биография
Родился 9 мая 1679 года в Эскалоне. Старший сын Хуана Мануэля Фернандеса Пачеко (1650—1725), 8-го герцога Эскалона, 8-го маркиза Вильена, 10-го маркиза Мойя, вице-короля и генерал-капитана королевств Наварра, Арагон, Каталония, Сицилия и Неаполь, а также Марии Хосефы де Бенавидес Сильва и Манрике де Лара (1662—1692), 6-й маркизы Элиседа. Его младшим братом был Марчиано Фернандес Пачеко, 12-й маркиз Мойя.
Он был одним из академиков-основателей Королевской испанской академии, занимая кафедру «Q» 2 и будучи после смерти своего отца Хуана Мануэля Фернандеса Пачеко, 8-го герцога Эскалона, её вторым директором (1726—1738 гг.). Он был генерал-капитаном королевских армий, главным майордомом короля Испании Филиппа V, вице-королем Арагона, чрезвычайным послом при дворах Парижа и Турина. Отец и сын были кавалерами Ордена Золотого Руна.

## Браки и дети
Герцог Эскалона был дважды женат. В 1695 году Меркурио женился на Петрониле Антонии де Сильва Мендоса-и-Альварес-де-Толедо, даме королевы-матери Марианны Австрийской. Первый брак был бездетным.
После смерти своей первой жены он женился вторым браком в Мадриде (1699) на Каталине Осорио де Москосо-и-Бенавидес, дочери Луиса Москосо Осорио Месия де Гусман Мендоса и Рохас, 8-го граф Альтамира, и Марии де Бенавидес Понсе де Леон, от брака с которой у него было трое детей:
- Мария Хосефа Пачеко и Москосо (14 февраля 1703—1763), 8-я маркиза де ла Элиседа. Муж с 1722 года Доминго Перес де Гусман и Гомес де Сильва, 13-й герцог де Медина-Сидония (1691—1739)
- Андрес Луис Лопес-Пачеко и Осорио (13 августа 1710 — 27 июля 1746), 10-й герцог Эскалона. Унаследовал все главные отцовские титулы и владения, а также руководство Корлевской испанской академией (1738—1746)
- Хуан Пабло Франсиско Лопес Пачеко (22 марта 1716 — 27 апреля 1751), сеньор де Гарганта-ла-Олья, 11-й герцог Эскалона с 1746 года.